# 摩洛哥议会
摩洛哥议会（阿拉伯语：‎）是摩洛哥的国家立法机关。摩洛哥议会实行两院制，由参议院和众议院组成。两院通过不同的选举方式产生。众议院议员395名（2011年之前為325名），通过直接普选产生，任期5年。参议院议员120名（2011年之前為270名），通过各方代表组成的选民团间接选举产生，原则上任期6年（2011年之前為9年，每三年改选三分之一）。